# 小白菜
小白菜（异名 或 ）又稱普通白菜，與大白菜（卷心白菜）相對，是一种原产东亚的蔬菜；因为有许多品种且性状相异，所以有不同俗名，例如：青菜、油白菜、小菘菜、塔菜、塌菜、塌棵菜、塌地松、黑菜、乌塌菜、油菜、小油菜、菜薹等，甚至青梗白菜（青江菜）也是小白菜的品种之一。小白菜與大白菜是近親，同属蕓薹一種，和西方的圓白菜也較近，同屬十字花科蕓薹屬。
中国中部多称之为青菜，也叫上海青。北方人则称为油菜或小白菜。在香港說到白菜專指白菜仔，在香港另兩種可以叫白菜的蔬菜，圓白菜是叫椰菜，大白菜叫黃芽白或紹菜。在英語中，小白菜按粵語“白菜”發音譯作 bok choy（或 pak/buk choi），而大白菜则是 Chinese Cabbage 或 napa cabbage。

## 形态
一二年生草本。植株一般比较矮小，茎短缩。叶面无茸毛，叶片浅绿、深绿或墨绿色，呈匙、圆、卵或长椭圆形等，全缘或有不明显钝齿和波状，少数有缺刻；扁宽或圆窄的叶柄很明显，两侧多没有叶翼；苔茎叶多数为卵形，没有叶柄，基部成耳状抱茎。总状花序，黄色花。长角果成熟时开裂。球形种子，红棕色或紫褐色。

## 历史
白菜由中国人培育产生，古名为“菘”，至少从南北朝时起就是中国南方最常食用的蔬菜之一。唐代出现了白菘、紫菘和牛肚菘等不同的品种。宋代陆佃的《埤雅》中说：“菘性凌冬不凋，四时常见，有松之操，故其字会意，而本草以为耐霜雪也”。元朝时民间开始称其为“白菜”。明朝中医学家李时珍在《本草纲目》中记载：“菘性凌冬晚凋，四时常见，有松之操，故曰菘。今俗之白菜，其色清白。”《本草纲目》记载了一些白菜的药用价值。
明代以前白菜主要在长江下游太湖地区栽培，明清时期不结球白菜（小白菜）在北方得到了迅速的发展。与此同时在浙江地区培育成功结球白菜（大白菜）。十八世纪中叶（康乾盛世）在北方，大白菜取代了小白菜，且产量超过南方。华北、山东出产的大白菜开始沿京杭大运河销往江浙以至华南。鲁迅在《朝花夕拾》的《藤野先生》一文中说：“大概是物以希（稀）为贵罢。北京的白菜运往浙江，便用红头绳系住菜根，倒挂在水果店头，尊为‘胶菜’”。
小白菜不像大白菜那样菜叶紧紧包裹在一起，而是由光滑深绿色的叶子形成一个像芥菜和芹菜一样的一束。小白菜在中国南方和东南亚很常见。
北方小白菜为春季里收割的大白菜品种，无油性。南方小白菜（或青菜）为北方人所称的油菜。
英文中pakchoi（bok choy）因来自粤语“白菜”，所以指的是北方人所称的油菜。

## 分类
市场上常见的小白菜有：
- 油白菜是蔬油兼用的小白菜，源自普通小白菜，从南宋开始稱為“油菜”。
- 白梗小白菜，葉柄白色，如華東的四月白、華南的奶白菜、香港的鶴藪白菜等。
- 青梗小白菜，又叫青菜（華東俗稱）、青梗菜、青江菜、上海白菜、小棠菜，葉柄淡綠色，是华东地区最常见的小白菜類型。其幼苗稱為鸡毛菜。
- 塌菜，一种只有冬天春节前后才有的多叶小白菜，出产于华东。

## 文化
与小白菜相关的诗歌和谚语有：
- 唐朝诗人韩愈关于“晚（早）菘细切肥牛肚”的来源[可疑]：“晚菘细切肥牛肚，新笋初尝嫩马蹄[2]”
- 宋朝词人苏东坡 《雨后行菜圃》：“白菘似羔豚，冒土出熊蟠”
- 《津门竹枝词》：“芽韭交春色半黄，锦衣桥畔价偏昂，三冬利赖资何物，白菜甘菘是窖藏”
- 关于白菜的民间谚语有：
  - 方便食用：“白菜可做百样菜”、“种一季吃半年，从冬可以吃到春”、“萝卜白菜，各有所爱”
  - 便宜：“大头白菜论斤卖，一二文钱价不昂”
  - 种植方法：“头伏萝卜二伏芥，三伏里头种白菜”、“白菜密插，芥菜跑马”、“淹不死的白菜，旱不死的葱”、“萝卜白菜葱，多用大粪攻”、“霜降摘柿子，小雪砍白菜”。
  - 营养价值：“白菜萝卜汤，益寿保健康”、“白菜是个宝，赛过灵芝草”、“鱼生火，肉生痰，白菜豆腐保平安”、“立冬白菜赛羊肉”
- 香港歌手林子祥的《分分鐘需要你》一句「鹹魚白菜也好好味」是貧窮生活的鮮活反映

小白菜相较大白菜尺寸小巧，叶面光滑，故给人以圆润美丽的印象。民间故事《杨乃武与小白菜》中，貌美的女主人公的绰号为“小白菜”。台北國立故宮博物院藏有白玉翡翠雕刻的翠玉白菜。河北民歌《小白菜》描写一个亲生母亲去世后受到继母虐待的小姑娘的遭遇，其旋律优美，被歌剧《白毛女》引用。

## 圖片

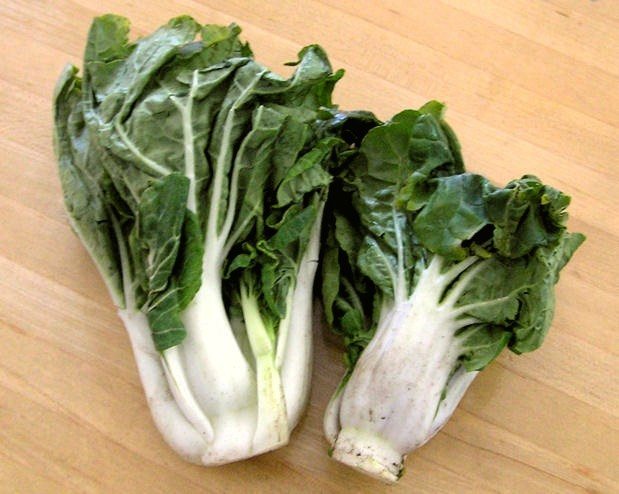
小白菜
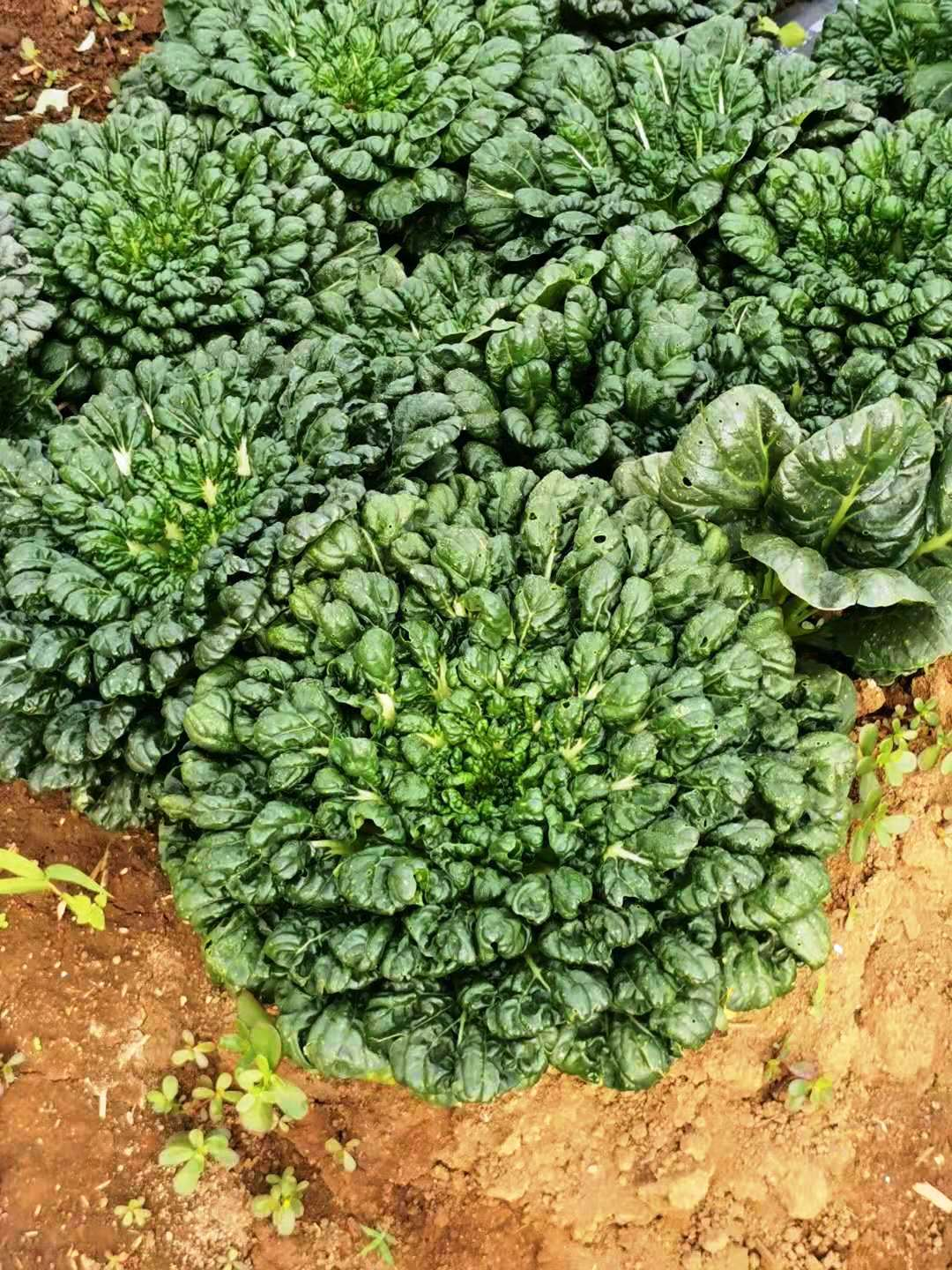
小白菜——榻棵菜
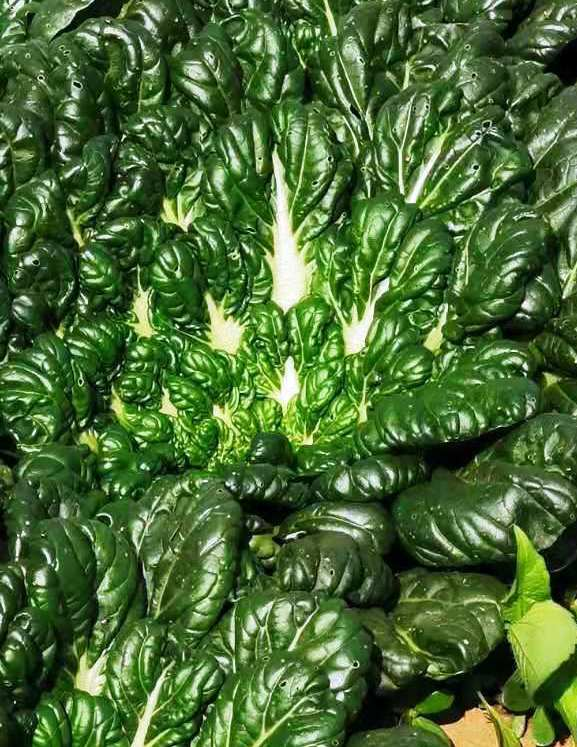
小白菜——榻棵菜
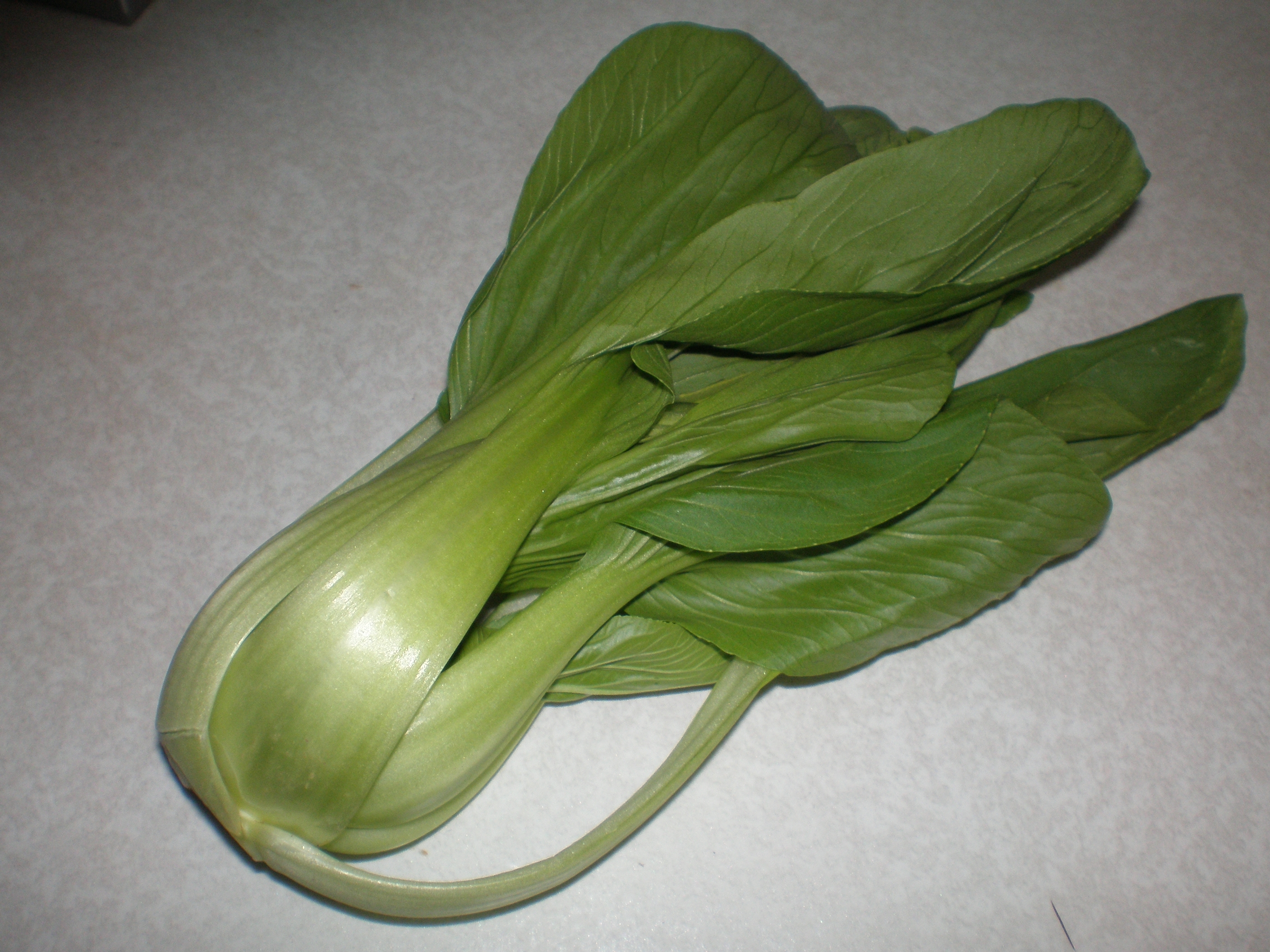
小白菜——青江菜